# هوت شيك
هوت شيك هو فيلم كوميدي تم إنتاجه في الولايات المتحدة وصدر في سنة 2002. الفيلم من إخراج توم برادي وكتابة روب شنايدر. من بطولة روب شنايدر وآنا فاريس ورايتشل مكأدامز وإريك كريستيان أولسن وروبرت دافي.

## الميزانية والإيرادات
بلغت تكلفة إنتاج الفيلم حوالي 34 مليون دولار بينما حقق إيرادات تقدر بـ 54.6 مليون دولار.

## وصلات خارجية
- هوت شيك على موقع IMDb (الإنجليزية)
- هوت شيك على موقع ميتاكريتيك (الإنجليزية)
- هوت شيك على موقع الموسوعة البريطانية (الإنجليزية)
- هوت شيك على موقع روتن توميتوز (الإنجليزية)
- هوت شيك على موقع نتفليكس (الإنجليزية)
- هوت شيك على موقع قاعدة بيانات الأفلام العربية
- هوت شيك على موقع ألو سيني (الفرنسية)
- هوت شيك على موقع Turner Classic Movies (الإنجليزية)
- هوت شيك على موقع أول موفي (الإنجليزية)
- هوت شيك على موقع بوكس أوفيس موجو (الإنجليزية)